# Josep Figueras i Dantí
Josep Figueras i Dantí   (Barcelona, 21 de desembre de 1952) és un expilot de motocròs català i un històric promotor del bicitrial i el bicicròs (BMX) a Catalunya. Resident a Sant Feliu de Codines, Vallès Oriental, durant la dècada de 1970 participà en algunes edicions del Campionat de Catalunya de trial i debutà en competicions de motocròs. Juntament amb Joan Bellsolà, fou un dels primers pilots a rebre suport de l'Escuderia Isern, amb la qual destacà sobretot en curses de resistència TT. Formà part dels equips de Montesa que guanyaren, entre altres proves destacades, les 12 Hores de Sabadell de 1973, les 3 Hores de Premià de 1974 i les 24 Hores de Moià de 1973 i 1974 (el 1976 tornà a guanyar aquesta prova, aquest cop amb una Bultaco).
Però fou en la promoció del ciclisme de muntanya on més va destacar Figueras. Amo de Cicles i Motos Figueras, botiga de referència a Sant Feliu de Codines, cap al 1974 desenvolupà una bicicleta dissenyada expressament per a la pràctica del trial i aviat fou el principal impulsor i pioner del bicitrial a la seva vila. El 1976 organitzà les primeres proves de bicitrial a Catalunya en col·laboració amb els clubs "El Pedal" i "Palomillas". Tal com feien també altres tallers locals, Josep Figueras arribà a produir petites sèries de bicicletes de "trial" artesanals, que anomenava Figueras (un dels primers dominadors del Trialsín, Andreu Codina, també de Sant Feliu de Codines, començà a practicar aquest esport amb una bicicleta que havia fet Figueras partint d'una BH de BMX molt modificada). Més tard, Figueras va fabricar en sèrie el seu prototipus amb el nom de Fidan.
El 1981, juntament amb el periodista i fotògraf Joan Ventura, introduí també el BMX al país tot organitzant-ne curses de resistència (les primeres, es disputaren a Palau-solità i Plegamans). El 1984 fou un dels fundadors i primer president de la secció ciclista del Club Hoquei Patins Sant Feliu. També fou un dels creadors del Bike Trial Legends, una prova de biketrial que se celebra a Sant Feliu des del 2006.